# نصف دولار إلجين - إلينوي الذكرى المئوية
نصف دولار إلجين، إلينوي، الذكرى المئوية عملة تذكارية بقيمة خمسين سنتًا أصدرها مكتب سك العملة الأمريكي في عام 1936، وهي جزء من موجة العملات التذكارية أقرها الكونغرس والتي سُكت في ذلك العام.صُممت هذه القطعة، التي تهدف إلى إحياء ذكرى مرور مائة عام على تأسيس مدينة إلجين، من قِبل النحات المحلي تريغفي روفيلستاد. يُصوِّر الوجهُ رأسًا مثاليًا لرجلٍ رائد. ويُظهِر الوجهُ الخلفي مجموعةً من الرواد، وهو مستوحى من مجموعة نحتية كان روفلستاد يأملُ في بنائها نصبًا تذكاريًا لمن استوطنوا إلينوي، ولكن لم يُبنَ في حياته.
سمع روفلستاد عن جهود أخرى للحصول على ترخيص لعملات تذكارية، والتي باعتها دار سك العملة لمجموعة محددة بالقيمة الاسمية، ثم بيعتها للجمهور بسعر أعلى. في عام 1935، قدم من خلال عضو الكونغرس التابع له مشروع قانون إلى مجلس النواب لإصدار عملة تذكارية تكريماً لذكرى إلجين المئوية في ذلك العام. كان روفلستاد يأمل أن تُصور العملة المقترحة رواد الرواد وأن تكون مصدرًا للأموال لنصب تذكاري لهم. سمع تاجر العملات المعدنية في تكساس ال دبليو هوفكر عن الجهود المبذولة واتصل بروفيلستاد ليعرض مساعدته- كان هوفكر هو القوة الدافعة وراء نصف الدولار لدرب الإسباني القديم، الذي صدر في عام 1935 ووزعه.
لم يُمرر مشروع قانون عملة إلجين حتى عام 1936. تمكن هوفكر من بيع حوالي 20 ألف قطعة نقدية، أي أربعة أخماس الإصدار: وارجاع الخمسة آلاف المتبقية إلى دار سك العملة من أجل صهرها. وعلى عكس العديد من العملات التذكارية في تلك الحقبة، لم تُشترى القطعة من قِبل التجار والمضاربين، بل بيعها مباشرة لهواة الجمع بسعر الإصدار. اعتبر مؤرخ الفن كورنيليوس فيرمول أن عملة إلجين هي من بين العملات التذكارية الأمريكية الأكثر تميزًا.

## بداية
تقع مدينة إلجين، إلينوي، على نهر فوكس على بعد حوالي 30 ميل (48 كـم) غرب شيكاغو. أُسس المجتمع في عام 1835 على يد جيمس وحزقيا جيفورد، اللذين أطلقا عليه هذا الاسم. أصبحت قرية في عام 1847 ومدينة في عام 1854. في العام الأخير، تأسست شركة ساعات هناك، أصبحت المدينة مشهورة بساعات الشركة؛ كما اشتهرت أيضًا بإنتاج الأدوات، الأحذية، منتجات الخشب، والنشرات الكنسية الأسبوعية. 
سعى النحات تريغفي روفلستاد (1903-1990)، المولود لأبوين مهاجرين نرويجيين في الولايات المتحدة، إلى إقامة تمثال في مسقط رأسه إلجين كنصب تذكاري لأولئك الرواد الذين استوطنوا إلينوي. وافق زعماء المدينة، وضع في عام 1934، الأساس للتمثال في حديقة ديفيدسون، موقع أول كوخ لعائلة جيفوردز. لم يتمكن روفلستاد من جمع الأموال اللازمة لبناء وإقامة التمثال، لكن بعد أن علم بإصدارات العملات التذكارية الأخيرة، قرر أن هذه ستكون وسيلة جيدة لتمويل التمثال. في مايو 1935، قدم النحات مشروع قانون إلى الكونغرس للسماح بتخصيص نصف دولار للاحتفال بالذكرى المئوية لإلجين وتكريم الرائد. ومع ذلك، لم يُنظر في مشروع القانون في البداية.
ظهرت أخبار العملة في مجلة The Numismatist (مجلة الجمعية الأمريكية لعلم العملات [ANA]) في يوليو 1935، في 11 يوليو، كتب ليمان دبليو هوفكر إلى لجنة Elgin Centennial Monumental، مستفسرًا عن كيفية توزيع العملات المعدنية. يقود هوفكر، وهو تاجر عملات معدنية من مدينة إل باسو بولاية تكساس، اللجنة آنذاك في مسقط رأسه التي كانت تبيع نصف دولار من عملة "الطريق الإسباني القديم" للجمهور. على الرغم من أن بعض الإصدارات التذكارية الأخيرة أثارت احتجاجات من هواة جمع العملات بسبب السماح للمضاربين بشراء كميات من الإصدارات الجديدة، إلا أن هوفكر نال الثناء لتوزيعه العادل لقطعة درب الإسباني القديم.
في المراسلات بين الرجلين، أعطى هوفكر لروفلستاد عدداً من النصائح حول كيفية التعامل مع الكونغرس. على الرغم من أن مشروع القانون لا يزال عالقا في اللجنة، إلا أن هوفكر نصح بما يجب فعله بمجرد التوقيع على مشروع القانون. لم يكن يعلم بعد أن روفلستاد نحات، فكتب إليه في سبتمبر/أيلول 1935 بشأن النماذج المطلوب تقديمها للموافقة: "يجب أن يكون قطر هذه النماذج 10 بوصات، أو 25.4 سم، هنا تبدأ مشكلتك. جميع هؤلاء النحاتين يريدون دمج أفكارهم الخاصة في التصميم ويطلبون مبالغ تتراوح بين 400 و1000 دولار أمريكي مقابل عملهم، مخبريك عن مدى صعوبة الحصول على موافقة لجنة الفنون الجميلة وأمور أخرى كثيرة غير موجودة." كما عرض هوفكر تولي الأمر نيابةً عن اللجنة؛ واقترح تقديم المبلغ اللازم لشراء العملات الجديدة من الحكومة وتوزيعها. صرح بأنه استمتع بتوزيع قطعة درب الإسباني القديم، على الرغم من أنه كذب على روفيلستاد، قائلاً إنه ليس تاجر عملات- كانت الرسالة التي استخدمها هوفكر للكتابة إلى روفيلستاد تقول "القروض والرهن العقاري" تحت اسمه. كما حذر روفلستاد قائلاً: "لن يكون من الجيد لأي منا أن تنتشر الكلمة بأنك حسمت الأمر برمته بالنسبة لي".
في أكتوبر/تشرين الأول 1935، قدم هوفكر عرضًا رسميًا، بناءً على مشروع القانون، والذي دعا إلى 10,000 نصف دولار: سيدفع للجنة إلجين 12,000 دولار ويبيع العملات المعدنية بسعر 2.00 دولار لكل منها. كان من المقرر أن يدفع القيمة الاسمية للعملات المعدنية إلى دار سك العملة، بالإضافة إلى رسوم النقش والشحن. عند بيع العملات، كان يحاول توزيعها على أكبر عدد ممكن من هواة الجمع، تاركًا التجار والمضاربين لوقت لاحق. وافق روفلستاد على ذلك برسالة في نوفمبر/تشرين الثاني.

## تحضير
قدم ممثل ولاية إلينوي تشونسي ريد تشريع عملة إلجين بناءً على طلب روفيلستاد، عمل كل من النحات وهوفكر معه لدفع مشروع القانون إلى الأمام من خلال الكونغرس. في فبراير/شباط 1936، ذهب هوفكر، الذي عينه رئيس الجمعية الأمريكية للتاريخ الطبيعي تي. جيمس كلارك لقيادة لجنة ضد الانتهاكات في إصدار العملات التذكارية، إلى واشنطن، ماراً بشيكاغو في طريقه لزيارة روفلستاد. يأمل الرجلان في إبقاء عدد القطع النقدية المسكوكة عند 10 آلاف قطعة، حتى يتمكنا من بيعها بسعر أعلى. لم يكن الكونغرس عازماً على إصدار عملة تذكارية قليلة السك، حيث هناك عدة إصدارات سُكت بأعداد صغيرة فقط لبيعها بأسعار مرتفعة، عُدل مشروع القانون لتوفير 25 ألف نصف دولار. يأمل هوفكر في خفض العدد، وحث النحات على الضغط من أجل خفضه. وأشار هوفكر إلى أن بيع 25 ألف وحدة يتطلب جهداً أكبر بكثير، وأنهم لا يستطيعون فرض سعر مرتفع كهذا. كان هناك عدد كبير من أوراق العملة التذكارية في الكونغرس في عام 1936، يخشى التاجر أن يبدأ الرئيس فرانكلين د. روزفلت في نقضها. زار هوفكر واشنطن مرتين أخريين في شهر مايو، التقى بروفلستاد هناك، حيث قاما بالضغط على أعضاء الكونغرس.
وأخيرًا قُر مشروع القانون، ووقعه الرئيس روزفلت في 16 يونيو 1936. ينص مشروع القانون على أن تُسك العملات المعدنية في دار سك واحدة وأن تحمل تاريخ "1936" بغض النظر عن وقت سكها. ويتعين على رئيس لجنة إلجين (أي روفيلستاد) أن يدفع جميع المبالغ البالغة 25 ألف دولار دفعة واحدة؛ ولا يمكن إصدار كمية أقل من ذلك. كانت هذه القطع "إحياءً للذكرى المئوية لتأسيس مدينة إلجين، إلينوي، وإقامة النصب التذكاري للرواد الأبطال" - تمثال روفلستاد.
اقترح هوفكر أن يسعى روفلستاد إلى تقسيم سك العملة بين دور سك العملة الثلاث، لكنه أقر بأنه ما لم يخطئ الكونغرس في اللغة التي أقرها، فإن هذه الحيلة من غير المرجح أن تنجح. طلب من روفلستاد التواصل مع مساعدة مدير دار سك العملة ماري إم. أوريلي والسعي إلى سك العملات المعدنية في دار سك العملة في دنفر، باعتبارها أقرب دار سك عملة إلى إل باسو، لتقليل رسوم الشحن. لم يسفر أي من الاقتراحين عن شيء؛ إذ كان من المقرر أن تُسك جميع العملات المعدنية في دار سك العملة في فيلادلفيا.
بعد أن قدم روفلستاد تصميماته للعملة المعدنية إلى دار سك العملة، ارسلها إلى لجنة الفنون الجميلة للحصول على رأيها. وصلت التصاميم في 15 يوليو 1936، ووافق عليها بعد يومين، مع طلب أن يكون رأس الرائد على الوجه الأمامي، في عرض ثلاثة أرباع (مواجهًا للأمام وإلى جانب واحد) قدمه روفلستاد، في وضع جانبي بدلاً من ذلك. امتثل النحات، وقدم نماذج الجبس بحلول منتصف أغسطس؛ وأرسلت دار سك العملة الصور إلى اللجنة في 15 أغسطس. وبعد يومين، كتب رئيس اللجنة تشارلز مور إلى أوريلي، موضحًا أن النحات العضو في اللجنة، لي لوري، شاهد التصميمات، واشتكى من أنه لم يتمكن من رؤية الشيء الموجود خلف الرواد، أن البندقية تبدو وكأنها ممسوكة بشكل غير مريح. وذكر لوري أيضًا أنه ينبغي تقوية بعض الحروف، لكن إذا لم تكن مديرة دار سك العملة، نيللي تايلو روس، منزعجة من هذه الأمور، فيجب أن تمضي العملة المعدنية قدمًا. أشار مور إلى أنه ليس لديه رغبة في تأخير إصدار العملة، وقدم توصية اللجنة، بشرط أن تبذل دار سك العملة كل ما في وسعها لمعالجة هذه المخاوف. باستثناء العمل المحتمل على الحروف، لم تجرى أي تغييرات.
بمجرد موافقة اللجنة على التصميمات، أُرسلت على الفور إلى شركة Medallic Art Company في نيويورك، التي قلصت التصميمات لتوفير مراكز يمكن من خلالها صنع قوالب العملات المعدنية. في أوائل أكتوبر 1936، ضرب دار سك النقود في فيلادلفيا 25,000 عملة معدنية، بالإضافة إلى 15 عملة إضافية للتفتيش من قِبل لجنة الفحص لعام 1937. ذهب روفلستاد إلى فيلادلفيا ليشهد على بدء الإنتاج وأقام في منزل كبير النقاشين في دار سك العملة جون ر. سينوك. سُلمت القطع العشر الأولى إلى النحات، الذي وضعها في مظاريف ورقية وأخذها إلى منزله في إلينوي. وفقًا لزوجته، جلوريا، عُرض عليه وظيفة في دار سك العملة من قِبل سينوك لكنه رفض.

## تصميم
يصور الوجه الأمامي لنصف دولار الجين الذكرى المئوية رائدًا، وهو ما يشهد عليه النقش الموجود أعلى رأسه. نحت الوجه الملتحي مسبقًا بواسطة روفلستاد ويظهر، مع تعديل طفيف، كرأس الرجل الذي يحمل البندقية على يسار المجموعة على الجانب الآخر. يشير عام "1673" الموجود على الوجه الأمامي إلى العام الذي دخل فيه المستكشفان لويس جولييت وجاك ماركيت إلى ما يُعرف الآن بإلينوي. على الرغم من أن العملة المعدنية صدرت بمناسبة الذكرى المئوية لتأسيس إلجين، إلا أنه لا يظهر عليها تأريخ التأسيس (1835) ولا تأريخ الذكرى السنوية.
يصور الوجه الخلفي مجموعة من الرواد (أربعة بالغين وطفل بين ذراعي والدته). تعتبر المجموعة نقشًا بارزًا لنموذج النصب التذكاري الذي يأمل روفلستاد في بنائه. الطفل هو الطفل الثاني الذي اشير إليه، ولكن لم يُرى بالكامل، على عملة أمريكية- رسم واحدة مع الأم داخل عربة كونستوجا على نصف دولار تذكاري لمسار أوريغون، والتي سُكت لأول مرة في عام 1926. سيصور بشكل أكثر تفصيلاً على نصف دولار جزيرة رونوك في عام 1937. ظهرت المجموعة أيضًا على ميدالية روفلستاد لعام 1935 بمناسبة الذكرى المئوية لإلجين. وضع روفلستاد، على كل من الميدالية وقاعدة التمثال، الكلمات التالية: "إلى الرجال الذين مهدوا الطريق، الذين غزوا الأرض، والذين بنوا إمبراطورية في أرض إليني". إن إدراج الشعارات المختلفة المطلوبة بموجب القانون، مثل "نحن نثق في الله"، يعني أنه لا يمكن وضع حتى جزء من هذا الإهداء على العملة. لم يكن اسم المدينة موجودًا في النماذج الأصلية التي أرسلها روفلستاد إلى هوفكر للحصول على تعليقاته؛ كتب عالم العملات في 15 يوليو 1936، "لن أتغاضى عن وضع كلمة "إلجين" على عملتك المعدنية، حيث سيكون ذلك إعلانًا جيدًا لمدينتك".
أشاد مؤرخ الفن كورنيليوس فيرمول، في مجلده عن فن العملات الأمريكية، بالعملة ونحاتها: "من الصعب العثور على نصف دولار تذكاري أكثر إرضاءً من الناحية الجمالية وتفوقًا من الناحية التقنية من عملة إلجين، إلينوي، المئوية لعام 1936." لاحظ فيرمول أن الأشكال الموجودة على الوجه الآخر تبدو ثلاثية الأبعاد تقريبًا. أشار إلى أن تقنية توزيع حروف كلمة "بايونير" فوق الرأس تنبئ بالتقنية التي استخدمها كبير النقاشين جيلروي روبرتس في وقت لاحق على وجه نصف دولار كينيدي. وفقًا لفيرميول، أنتج روفلستاد "إحدى أهم الوثائق التي تتميز بالبلاستيكية النحتية والنحت البارز في سلسلة العملات التذكارية. وجهها الأمامي جدير بميدالية رومانية، ووجهها الخلفي ينافس قوالب العصر الكلاسيكي الحديث العظيمة في إنجلترا أو بافاريا في القرن التاسع عشر."

## يطلق

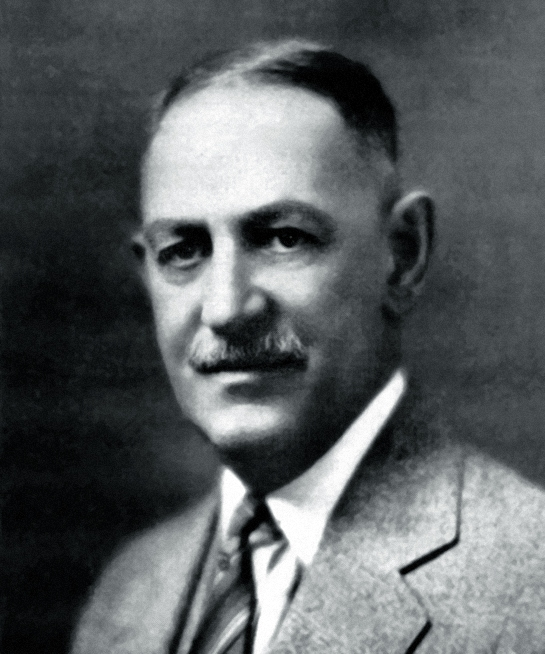
إل دبليو هوفكر

بعد أن ُسن التشريع الذي يجيز ذلك، توصل هوفكر وروفيلستاد إلى اتفاق جديد. كان من المقرر أن يقدم هوفكر الأموال اللازمة لشراء العملات الجديدة ودفع تكاليف تصنيع القوالب والشحن، التي كانت من مسؤولية اللجنة بموجب التشريع. ستباع العملات المعدنية بمبلغ 1.50 دولار لكل منها؛ ويحصل هوفكر على عمولة قدرها 35 سنتًا لكل عملة. من المقرر أن تظل العملات المعدنية معروضة للبيع من خلال هوفكر حتى الأول من يناير 1937، أو حتى تباع، أيهما يأتي أولاً. نصت الاتفاقية على أن يستخدم هوفكر "كل الوسائل الأخلاقية المعروفة لديه لدفع عملية بيع هذه العملات". ذكر تاجر العملات بي ماكس ميل، في كتيبه الصادر عام 1937 عن العملات التذكارية، أنه اعتبر سعر 1.50 دولارًا مرتفعًا للغاية عندما اصدر 25,000 عملة تذكارية.
في الأول من يوليو عام 1936، أرسل هوفكر 3,500 رسالة يعرض فيها العملات الجديدة، التي لم تُسك بعد، على الأشخاص الذين كانوا على قائمة مراسلاته أو الذين استفسروا. وزعم أنه تلقى 7,000 طلب بالفعل، وحث جامعي الطلبات على عدم التأخير. عرض عليه بنكه شحن العملات المعدنية إلى هناك وحملها كجزء من النقود المتوفرة لديه، وهو ما يسمح له بدفع ثمنها عند ورود الطلبات، لكن هوفكر فضل دفع ثمن العملات المعدنية في البداية. ذكر هوفكر في رسائله أن تجار العملات الآخرين عرضوا شراء الإصدار بأكمله، لكنه رفض. في هذا الوقت، هناك ازدهار في العملات التذكارية، يحاول التجار الحصول على كل الإصدارات الخاصة التي يمكنهم الحصول عليها.
في 7 أكتوبر عام 1936، شحنت دار سك العملة في فيلادلفيا 24.990 قطعة نقدية (الكمية المصرح بها من العملات المعدنية مطروحًا منها أول عشر قطع أخذها روفلستاد) إلى هوفكر؛ استلمها في إل باسو بعد أربعة أيام. كتب هوفكر إلى فرانك دافيلد، محرر مجلة The Numismatist، موضحًا أنه اعد الأظرف الخاصة بالقطع المطلوبة بالفعل، ويأمل في إرسال آخرها بحلول مساء يوم 13 أكتوبر؛ وعلق المحرر قائلاً: "يبدو هذا وكأنه خدمة حقيقية". طلب عدة مئات من القطع من خلال البنوك في إلجين؛ تلقوا عدة شحنات وفي النهاية باعوا أكثر من ألف قطعة. اشترت شركة Elgin Watch Company 100 قطعة نقدية.
بحلول نوفمبر 1936، بيع 16,170 قطعة. ولم تباع سوى حوالي 2,000 نسخة أخرى خلال الأشهر الأربعة التالية؛ ويظهر بيان هوفكر لشهر مارس 1937 بيع 18790 نسخة بالإضافة إلى 330 نسخة إضافية بالشحن إلى البنك الوطني الأول في إلجين. حصل روفلستاد على 8,680.00 دولارًا وهوفيكر على 6,576.50 دولارًا. في هذه المرحلة، تحول النقاش إلى ما يجب فعله بالقطع المتبقية، يبلغ عددها نحو 5,620 قطعة (تبرع ببعض المئات منها أو التخلص منها بطريقة أخرى). وافق روفلستاد على السماح لتاجر العملات بشراء 250 قطعة بسعر دولار واحد لكل منها؛ وكان لا يزال يبيعها في عام 1948. لم يكن التجار الآخرون مهتمين بالمشتريات الكبيرة لأن البيع المباشر لهواة الجمع يعني أن قلة من الراغبين في الحصول على عملة إلجين والذين يستطيعون تحمل تكلفتها يفتقرون إليها. مع توقف الطلب، خشي هوفكر أن تقع القطع المتبقية في أيدي المضاربين. ارجع خمسة آلاف قطعة إلى دار سك العملة من أجل صهرها.

نصب تذكاري لعائلة بايونير، على الضفة الشرقية لنهر فوكس ، بالقرب من جسر شارع كيمبال، في إلجين، إلينوي.

استخدم روفلستاد الأرباح التي حصل عليها من نصف الدولار لمواصلة العمل على مجموعته التمثالية. في عام 1938، سعى للحصول على تمويل مباشر من الحكومة الفيدرالية، ثم من الهيئة التشريعية في إلينوي في العام التالي؛ باءت المحاولتين بالفشل. على مدار نصف القرن الذي تلا ذلك، أحرز تقدمًا في التماثيل، وبحلول وقت وفاته في عام 1990، أكمل المجموعة من الجبس الباريسي، كانت لا تزال بحاجة إلى البرونز قبل العرض. قبل وفاته بفترة وجيزة، قال لزوجته: "لقد عشتُ حياةً حافلةً ولا أشعر بأي ندم. اكتمل بناء النصب التذكاري للرواد. بذلتُ كل ما في وسعي. والآن، على الآخرين أن يشاهدوه يُقام. لا أستطيع فعل المزيد." أنشأ ستيف يونغرين، مستأجر روفلستاد، مؤسسةً لجمع التبرعات لإكمال المشروع. جمع 456,000 دولار، متجاوزًا التكلفة الفعلية بنحو عشرة في المائة، انتهى من بناء النصب التذكاري وتدشينه في عام 2001.
شغل هوفكر منصب رئيس الجمعية الوطنية الأمريكية من عام 1939 إلى عام 1941؛ وتوفي في 13 يناير 1955، عن عمر يناهز 86 عامًا. وفقًا لطبعة عام 2014 من كتاب دليل RS Yeoman للعملات المعدنية للولايات المتحدة، فإن نصف دولار إلجين مدرج بسعر 250 دولارًا في حالة غير متداولة تقريبًا (AU-50)، ويرتفع إلى 550 دولارًا في حالة MS-66 شبه النظيفة. وفقًا للمؤرخ المتخصص في علم العملات، كيو. ديفيد باورز، "لم يُرتكب أي خطأ في توزيع نصف دولارات إلجين المئوية، وبالتأكيد في نهاية الصفقة، نوايا وأخلاقيات النحات تريغفي أ. روفيلستاد من أعلى المستويات. وزّع إل. دبليو. هوفكر القطع في حملة دعائية مُدبّرة بمهارة، وقدّم أداءً رائعًا لم يكن ليُقدّمه أي شخص آخر في ذلك الوقت."

## الملاحظات والمراجع
1. ↑  Slabaugh، صفحات 126–127.
2. 1 2 3  Slabaugh، صفحة 127.
3. 1 2 3 4  Bowers Encyclopedia, Part 118.
4. ↑  Swiatek & Breen، صفحة 180.
5. ↑  Slabaugh، صفحة 106.
6. ↑  Swiatek، صفحة 337.
7. 1 2 3 4 5  Bowers Encyclopedia, Part 119.
8. 1 2 3  Swiatek & Breen، صفحة 83.
9. 1 2  United States Mint.
10. ↑  Taxay، صفحات 215, 219.
11. ↑  Taxay، صفحة 219.
12. 1 2  Swiatek، صفحة 336.
13. ↑  Taxay، صفحة 215.
14. ↑  Slabaugh، صفحة 142.
15. 1 2 3  Bowers Encyclopedia, Part 120.
16. ↑  Vermeule، صفحة 197.
17. ↑  Vermeule، صفحة 198.
18. ↑  Mehl، صفحة 40.
19. 1 2  The Numismatist February 1992، صفحة 215.
20. ↑  The Numismatist February 1992، صفحات 215–216.
21. 1 2  Bowers Encyclopedia, Part 123.
22. 1 2  Bowers Encyclopedia, Part 124.
23. ↑  Swiatek & Breen، صفحة 84.
24. ↑  Bowers Encyclopedia, Part 121.
25. ↑  Bowers Encyclopedia, Part 122.
26. ↑  Ferrarin.
27. ↑  American Numismatic Association.
28. ↑  Numismatic Scrapbook March 1955.
29. ↑  Yeoman، صفحة 301.